# Manuel Fernandes (labdarúgó, 1951)
Manuel José Tavares Fernandes (Sarilhos Pequenos, 1951. június 5. – Lisszabon, 2024. június 27.) válogatott portugál labdarúgó, csatár, edző.

## Pályafutása

### Klubcsapatban
1967 és 1969 között a Sarilhense korosztályos csapatában kezdte a labdarúgást. 1969 és 1975 között a CUF, 1975 és 1987 között a Sporting labdarúgója volt. 1977-ben az amerikai Rochester Lancers, 1979-ben a New England Tea Men csapatában szerepelt kölcsönben. 1987–88-ban a Vitória csapatában fejezte be az aktív játékot. A Sportinggal két-két portugál bajnoki címet és kupagyőzelmet ért el. Az 1985–86-os idényben 30 góllal bajnoki gólkirály lett.

### A válogatottban
1975 és 1987 között 31 alkalommal szerepelt a portugál válogatottban és hét gólt szerzett.

### Edzőként
1988 és 1990 között a Vitória, 1990–91-ben az Estrela Amadora, 1991–92-ben az Ovarense vezetőedzője volt. 1992 és 1994 között a Sporting segédedzőjeként tevékenykedett. 1994–95-ben a Campomaiorense, 1996–97-ben a Tirsense, 1997-ben a Vitória, 1998 és 2001 között a Santa Clara, 2001-ben a Sporting, 2003 és 2005 között a Penafiel, 2007–08-ban az angolai AS Aviação, 2008–09-ben az União Leiria, 2009 és 2011 között a Vitória szakmai munkáját irányította.

## Sikerei, díjai

### Játékosként
Sporting
- Portugál bajnokság (Primeira Divisão)
  - bajnok (2): 1979–80, 1981–82[4]
  - gólkirály: 1985–86 (30 gól)
- Portugál kupa (Taça de Portugal)
  - győztes (2): 1978, 1982[4]
- Portugál szuperkupa (Supertaça Cândido de Oliveira)[4]
  - győztes: 1982

### Edzőként
Sporting
- Portugál szuperkupa (Supertaça Cândido de Oliveira)
  - győztes: 2000[5]